# Neelysia
Neelysia är ett släkte av fjärilar. Neelysia ingår i familjen fransmalar.

## Dottertaxa tillNeelysia, i alfabetisk ordning[1]
- Neelysia agnetella
- Neelysia alveata
- Neelysia anthinella
- Neelysia argyresthiella
- Neelysia basivittata
- Neelysia cleodorella
- Neelysia complanella
- Neelysia cuprea
- Neelysia erebogramma
- Neelysia exaltata
- Neelysia fuscodentata
- Neelysia fuscofusa
- Neelysia incongrua
- Neelysia lignicolor
- Neelysia mactella
- Neelysia mormopica
- Neelysia municeps
- Neelysia nemoricola
- Neelysia ningorella
- Neelysia ningorifera
- Neelysia palmifera
- Neelysia paltodorella
- Neelysia petalifera
- Neelysia pluviella
- Neelysia poeciloceras
- Neelysia psaroderma
- Neelysia rediviva
- Neelysia repandella
- Neelysia rotifer
- Neelysia sciurella
- Neelysia semifusa
- Neelysia subaurata
- Neelysia terminella
- Neelysia tigrina
- Neelysia tischeriella